# 미야바구

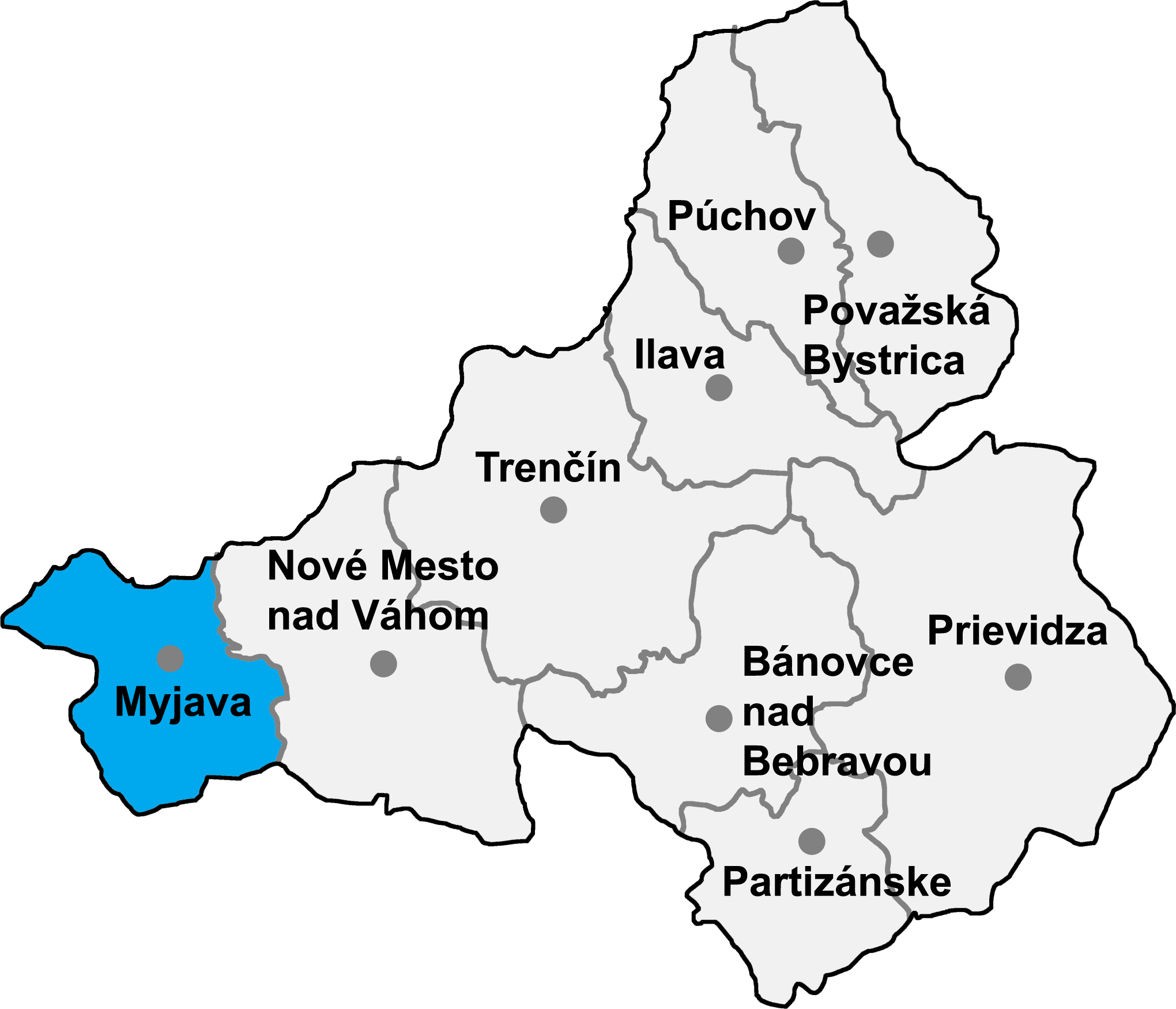
미야바구의 위치

미야바구(슬로바키아어: Okres Myjava)는 슬로바키아 트렌친주를 구성하는 9개 구 가운데 하나로 행정 중심지는 미야바이며 면적은 327.44km2, 인구는 27,083명(2014년 기준), 인구 밀도는 82.71명/km2이다.
트렌친주 서부에 위치하며 17개 지방 자치체(2개 시, 15개 마을)를 관할한다. 북쪽으로는 체코와 국경을 접하며 동쪽으로는 노베메스토나트바홈구, 남쪽으로는 트르나바주 피에슈탸니구, 트르나바구, 서쪽으로는 트르나바주 세니차구, 북서쪽으로는 트르나바주 스칼니차구와 접한다.